# Manghenpas
De Manghenpas (Italiaans: Passo Manghen) is een 2047 meter hoge bergpas die Cavalese in het Val di Fiemme met Borgo Valsugana in het Valsugana verbindt.
De weg, met een totale lengte van 37 kilometer, loopt dwars door het ongerepte gebergte van de Lagorai. Vanuit het noorden voert de weg door het Val Cadino, vanuit het zuiden door het Val di Calamento. Beide bergdalen zijn praktisch onbewoond. Op de pashoogte, die ingebed ligt tussen de Monte Croce (2490 m) en Monte Ziolera (2368 m), bevindt zich een klein bergmeer. Vanaf de top lopen enkele gemarkeerde bergpaden verder het gebergte in. De Manghenpas wordt nauwelijks door doorgaand verkeer gebruikt.

## Wielrennen
De Manghenpas is meermaals opgenomen in het parcours van wielerkoers Ronde van Italië. De top werd daarbij als eerste gepasseerd door:
- 1976 :  Antonio Prieto
- 1996 :  Mariano Piccoli
- 1999 :  Marco Pantani
- 2008 :  Emanuele Sella
- 2012 :  Stefano Pirazzi
- 2019 :  Fausto Masnada

Agnello · Aprica · Assietta · Baremone · Brenner · Brocon · Cadibona · Capannelle · Campolongo · Costalunga · Croce Dominii · Cuvignone · Duran · Esischie · Falzarego · Fauniera · Fedaia · Finestre · Forcola di Livigno · Foscagno · Gardena · Gavia · Giau · Giogo di Bala · Grote Sint-Bernhard · Jaufen · Joux · Kleine Sint-Bernhard · Lavaze · Leonessa · Lombarda · Maddalena · Manghen · Maniva · Mendel · Montgenèvre · Mont-Cenis · Monte Cristo · Mortirolo · Nigra · Nivolet · Penser Joch · Platigliolepas · Pfitscherjoch · Plöcken · Pordoi · Pratoriscio · Predil · Presolana · Reschen · Rolle · Sampeyre · San Carlo · San Marco · San Pellegrino · San Zeno · Scale · Sella · Sestriere · Sommeiller · Splügen · Staller Sattel · Staulanza · Stelvio · Tenda · Timmelsjoch · Tonale · Tre Croci · Tremalzo · Umbrail · Val Bighera · Valcavera · Valles · Valparola · Via del Sale · Vivione · Würz